# Manuel pratique de la haine
Manuel pratique de la haine est un roman brésilien publié en 2009. C'est le deuxième roman de Ferréz.

## Synopsis
L'histoire tourne autour d'un groupe de criminels qui habite à São Paulo. La complexité dans le roman vient de l'enchevêtrement des histoires criminelles de chaque individu jusqu'au moment où le lecteur trouve le groupe partageant des activités comme le vol, les sorties en boîte de nuit, et même des relations intimes avec d'autres personnes. Il est important de noter que plusieurs personnages sont des immigrés venant du Nordeste, la région nord-est du Brésil qui est considérée comme la région la plus pauvre du Brésil. De plus, de nombreux résidents des favelas ou bidonvilles à São Paulo et Rio de Janeiro sont originaires du Nordeste.

## Citation
Il est temps que je me venge, ma faim s'est transformée en haine, quelqu'un va pleurer (Ferréz)